# Christian Remy
Christian Remy (ur. 9 lutego 1954 w Épinal) – francuski skoczek narciarski, trener.

## Kariera
Christian Remy najpierw był skoczkiem narciarskim, jednak już w 1978 roku rozpoczął karierę trenerską, kiedy w latach 1978–1980 trenował reprezentację Francji B.
W latach 1980–1984 był asystentem trenera reprezentacji Francji, a w latach 1985–1987 był jej pierwszym trenerem. Następnie w latach 1987–1994 trenował młodych skoczków w departamencie Wogezy, gdzie był odpowiedzialny za organizację obozów treningowych dla młodzieży w miejscach (szczególnie w Lathi i Zakopanem), gdzie mogła jechać z rodzicami.
W latach 1994–1999 ponownie był trenerem reprezentacji Francji. Pod jego wodzą drużyna w konkursie drużynowym na mistrzostwach świata 1995 w kanadyjskim Thunder Bay w składzie: Lucas Chevalier-Girod, Jérôme Gay, Nicolas Dessum i Nicolas Jean-Prost zajęła 4. miejsce, a liderem był wówczas Nicolas Dessum, który jako pierwszy Francuz wygrał oraz stanął na podium w zawodach Pucharu Świata: wygrał 22 stycznia 1995 roku na skoczni Ōkurayama w Sapporo oraz zajął 2. miejsce 12 marca 1997 roku na skoczni Puijo w Kuopio, a także zajął 5. miejsce w klasyfikacji generalnej Turnieju Czterech Skoczni 1994/1995, na mistrzostwach świata 1997 w Trondheim dwukrotnie zajmował miejsca w czołowej 10: 9. miejsce na skoczni średniej oraz 5. miejsce na skoczni normalnej oraz dwukrotnie zajął miejsce w pierwszej 15 w klasyfikacji generalnej Pucharu Świata: 12. miejsce w sezonie 1994/1995 oraz 14. miejsce w sezonie 1998/1999.
W latach 2003–2006 po raz trzeci trenował reprezentację Francji, kiedy tym razem liderem jego kadry był Emmanuel Chedal.

## Życie prywatne
Christian Emery jest żonaty i ma dwójkę dzieci, w tym syna Maxime'a (ur. 1984), również skoczka narciarskiego.